# Деревня (Угол). Калейдоскопия
Деревня (Угол). Калейдоскопия — сборник из двух студийных альбомов свердловской рок-группы Ассоциация содействия возвращению заблудшей молодёжи на стезю добродетели (создана в 1986 году в Свердловске Алексеем Могилевским и Николаем Петровым). Альбом Деревня (Угол) записан и выпущен в формате магнитоальбома в 1986 году; альбом Калейдоскопия записан и выпущен в формате магнитоальбома в 1988 году; оба альбома записаны и выпущены в Свердловске. В 1996 оба альбома были ремастированы на лейбле Студия TUTTI Records звукорежиссёром Игорем Черенковым в сотрудничестве с Алексеем Могилевским и Владимиром Назимовым, после чего были выпущены на CD-диске как сборник в серии «Антология уральского рока» (№ 7; номер по каталогу ETR 014).

## Список композиций
Вся музыка, тексты и аранжировки — Алексей Могилевский и Николай Петров.

### Деревня (Угол) (1986)
| №  | Название                          | Длительность |
| -- | --------------------------------- | ------------ |
| 1. | «Встреча»                         | 0:50         |
| 2. | «Я - деревня»                     | 5:06         |
| 3. | «Чёрная машина»                   | 4:47         |
| 4. | «Ко-ко»                           | 4:25         |
| 5. | «Аэробика»                        | 5:33         |
| 6. | «Хармс (ха... Да... Ча... Р-с-с)» | 4:32         |
| 7. | «Я такой же»                      | 6:43         |

### Калейдоскопия (1988)
| №   | Название               | Длительность |
| --- | ---------------------- | ------------ |
| 8.  | «Аура»                 | 2:59         |
| 9.  | «Грязь»                | 2:19         |
| 10. | «Динамо»               | 3:49         |
| 11. | «Пиф-паф»              | 2:43         |
| 12. | «Париж»                | 2:18         |
| 13. | «Колыбельная для сына» | 2:08         |
| 14. | «Руки вверх»           | 4:06         |
| 15. | «Вынужденный день»     | 3:19         |
| 16. | «Эпитафия»             | 0:42         |

## Участники записи
Деревня (Угол) (1—7):

Обложка магнитоальбома «Угол»

- Алексей Могилевский — вокал, саксофон, клавишные

Обложка магнитоальбома «Калейдоскопия»

- Николай Петров — гитара, вокал

Калейдоскопия (8—16):
- Алексей Могилевский — вокал, саксофон
- Николай Петров — гитара, вокал
- Владислав Шавкунов — бас
- Владимир Назимов — барабаны
- Виктор Комаров — клавишные
- Татьяна Могилевская — вокал
- Елена Кожевникова — вокал
- Илья Бакеркин — вокал
- Леонид Порохня — звукорежиссёр

### Технический персонал

#### Сборник, выпущенный на TUTTI Records, 1996
- Реставрация, ремастеринг: Игорь Черенков
- Дизайн: П. Ковалев
- Фотографии: из архивов Свердловского рок-клуба
- Оформление обложек магнитоальбомов: Дмитрий Константинов (ДиКон), Александр Коротич